# Macrobrachium acanthochirus
Macrobrachium acanthochirus är en kräftdjursart som beskrevs av Villalobos 1967. Macrobrachium acanthochirus ingår i släktet Macrobrachium och familjen Palaemonidae. Inga underarter finns listade i Catalogue of Life.